# Pseudohydrophilus grandis
Pseudohydrophilus grandis is een keversoort uit de familie Coptoclavidae. De wetenschappelijke naam van de soort is voor het eerst geldig gepubliceerd in 1869 door Weijenbergh.